# Margalida Amengual Campaner
Margalida Amengual Campaner, née le 2 septembre 1888 à Costix sur l'île espagnole de Majorque, morte à trente ans le 30 janvier 1919, est une laïque espagnole, réputée pour sa sainteté. Elle est reconnue vénérable par le pape en 2013.

## Biographie
Margarita « Margalida » Amengual Campaner naît le 2 septembre 1888 à Costix sur l'île espagnole de Majorque.
Elle passe toute sa vie dans son île natale, où sa réputation de sainteté se répand. Elle passe son temps en prière, médite profondément sur la Passion du Christ, et pratique l'adoration eucharistique. Elle prie aussi son ange gardien, et suit les conseils de son directeur spirituel. Elle connaît des extases et aurait eu des apparitions mariales.
Elle meurt le 30 janvier 1919.

## Procédure en béatification
La procédure pour l'éventuelle béatification de Margalida Amengual Campaner est étudiée au niveau diocésain. Elle est ensuite transmise à Rome auprès de la Congrégation pour les causes des saints. 
Le 15 mars 2013, le pape Benoît XVI autorise la publication du décret sur l'héroïcité de ses vertus, et la reconnaît ainsi vénérable.